# Aleš Kokot
Aleš Kokot (* 23. října 1979) je bývalý slovinský fotbalový obránce a reprezentant. Mimo Slovinsko působil na klubové úrovni v Německu a Maďarsku.

## Klubová kariéra
Od roku 1997 do roku 2005 jako hráč slovinského klub ND Gorica dvakrát vybojoval prvoligový titul a dvakrát pohár. V letech 2005 až 2007 hráčem německého SpVgg Greuther Fürth a od roku 2007 SV Wehen.

## Reprezentační kariéra
V A-mužstvu Slovinska debutoval 18. 2. 2004 v přátelském utkání proti reprezentaci Polska (prohra 0:2). Celkem odehrál v letech 2004–2008 za slovinský národní tým 10 zápasů, gól nevstřelil.